# Saint-Antoine-Cumond
Saint-Antoine-Cumond là một xã của Pháp, nằm ở tỉnh Dordogne trong vùng Nouvelle-Aquitaine của Pháp.

## Hành chính
| Danh sách các xã trưởng                |                  |                  |      |                 |
| Giai đoạn                              | Giai đoạn        | Tên              | Đảng | Tư cách         |
| tháng 3 năm 2001                       | tháng 3 năm 2008 | Francis Magne    | -    | -               |
| tháng 3 năm 2008                       | đương nhiệm      | Pierre de Cumond |      | công chứng viên |
| Tất cả các dữ liệu trước đây không rõ. |                  |                  |      |                 |

## Thông tin nhân khẩu
| Năm | 1962 | 1968 | 1975 | 1982 | 1990 | 1999 |
| --- | ---- | ---- | ---- | ---- | ---- | ---- |
| Dân số | 521  | 474  | 449  | 430  | 394  | 365  |
| From the year 1962 on: No double counting—residents of multiple communes (e.g. students and military personnel) are counted only once. |      |      |      |      |      |      |